# Katarina Lazić
Katarina Lazić, coniugata Tomić (in serbo Катарина Лазић-Томић?; Belgrado, 25 maggio 1980), è un'ex cestista jugoslava, professionista nella WNBA.

## Carriera
Con la Jugoslavia ha disputato due edizioni dei Campionati europei (1997, 1999).